# Schoenoplectus acutus
Schoenoplectus acutus (син. Scirpus acutus, Schoenoplectus lacustris, Scirpus lacustris subsp. acutus), або англ. tule [ˈtuːliː] — це північноамериканський вид роду куга родини осокових, який росте в прісноводних болотах по всій Північній Америці.. Вернакулярна англійська назва походить від науатльського слова tōllin [ˈToːlːin], і вперше використовувалась першими поселенцями з Нової Іспанії, які вважали болотні рослини в Центральній долині Каліфорнії схожими на рослини боліт навколо Мехіко.
Колись зарості Schoenoplectus acutus вкривали узбережжя озера Туларе, штат Каліфорнія, раніше найбільшого прісноводного озера на заході США. У 20 столітті його осушили землекористувачі. Вираз «йди ти в кугу» все ще поширений і походить від діалекту старих каліфорнійських сімей, де означає іронічну поради «йти туди, де ніхто не хотів би жити».
Schoenoplectus acutus має товсте, округле зелене стебло від 1 до 3 м заввишки з довгим схожим на траву листям і радіально симетричними, скупченими, блідо-коричневими квітками. Прибережні зарості куги відіграють важливу екологічну роль, допомагаючи запобігати вітровій та водній ерозії і тим самим сприяючи поселенню інших видів рослин. Водні шляхи деколи очищують від куги за допомогою гербіцидів. Щоб зупинити ерозію, кореневища куги підсаджують у критичних точках берега.
Виділено два підвиди цієї куги:
- Schoenoplectus acutus var. acutus - поширена у північній та східній Північній Америці
- Schoenoplectus acutus var. occidentalis - поширена на південному заході Північної Америки

## Історія та культура

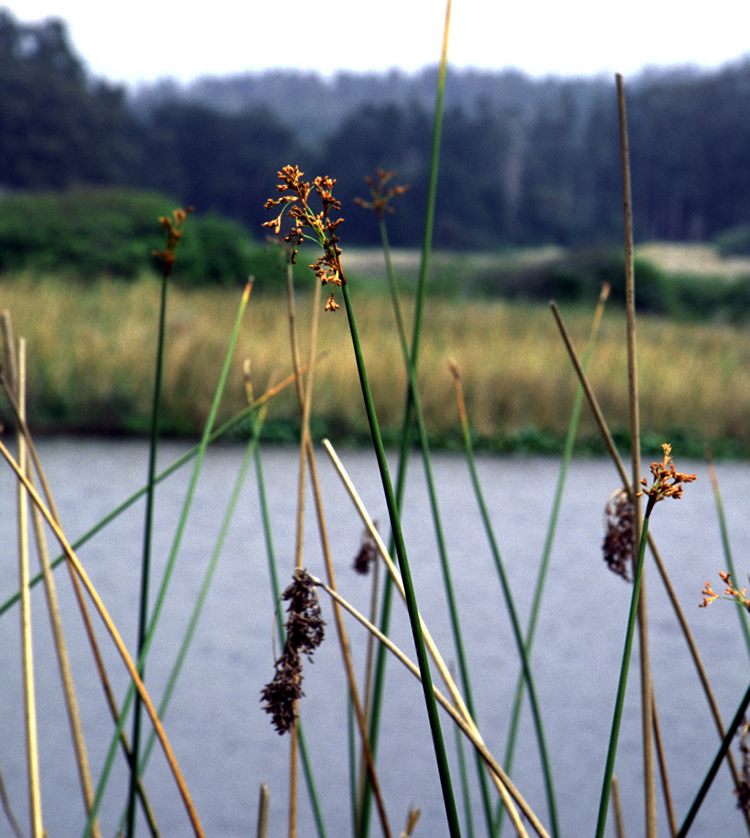
Schoenoplectus acutus в Національному заповіднику дикої природи Гумбольдта, Каліфорнія

Фарбовані та плетені, стебла куги використовуються для виготовлення кошиків, мисок, килимків, капелюхів, одягу, приманок для качок та навіть човнів корінними американцями. Перш ніж саліші отримали коней для полювання на зубрів, вони жили в наметах, вкритих шитими циновками з куги. Принаймні, два племені — Ванапум та Помо, — будували будинки з куги принаймні до 1950-х років і до сих пір будують такі будинки для особливих випадків. Народи Мівоки (як «затокові» так і прибережні") та Охлоне використовували кугу у виробництві каное або бальса для перевезення через затоку Сан-Франциско та на морських та водно-болотних угіддях. Північні групи чумашів використовували у виробництві каное саме стебла куги, а не дерев'яні дошки, які зазвичай використовуються чумашами для виготовлення «зшитих каное», і використовували такі каное для збору морських врожаїв.
Пайюти називали сусіднє плем'я Сі-Те-Ка на їхній мові, що означає «кугоїди». Молоді паростки та пагони куги можна їсти сирими, а кореневища та недозрілі головки квітів можна відварювати як овочі.
Одна з небагатьох Помо, хто вижив після Різанини Кривавого острова (її також називають «Різаниною Чистого озера») у Північній Каліфорнії, 6-річна дівчинка на ім'я Ні'ка або Люсі Мур, втекла від кавалерії Сполучених Штатів, сховавшись у заростях куги у закривавленій воді. З тих пір її нащадки створили Фонд Люсі Мур, щоб працювати над покращенням відносин між Помо і жителями Каліфорнії.
Куга так часто зустрічається у водно-болотних угіддях Каліфорнії, що кілька місць у штаті було названо на її честь, в тому числі Туларе. Озеро Тулі знаходиться недалеко від кордону з Орегоном і включає Національний заповідник дикої природи Тулі-Лейк. Це було місце табору для інтернованих японських американців під час Другої світової війни, у якому було ув'язнено до 18 700 людей. Місто Тулілейк розташовано на північному сході від озера. У Каліфорнії також є річка Тулі. Пустеля Тулі розташована в Аризоні та Неваді. У штаті Невада також є Тулі-Спрінгз.
Щільний туман, який стелиться низиною, в Каліфорнії називають англ. tule fog, також назви тварин Cervus canadensis nannodes (англ. tule elk) та Hysterocarpus traskii (англ. tule perch) містять згадку про цей підвид куги. Підв'язкова змія велетенська (Thamnophis gigas) історично тісно пов'язана з куговими болотами в центральній долині Каліфорнії.

## Використання
З рослини можна виготовити борошно таким чином: очистити та нарізати доросліше коріння, розчавити та кип'ятити, після чого видалити будь-які волокна та висушити. Насіння також можна розтерти і змішати з борошном з коріння.

## Подальше читання
- Swall, Corinne; Nuyens III, Louis (2003). Tule reed boat workbook : a voyage of adventure (англ.). Kentfield, CA: Mother Lode Musical Theatre, Watershed Preservation Network. Архів оригіналу за 27 липня 2011.